# Kurîlivka, Hmilnîk
Kurîlivka (în ucraineană Курилівка) este un sat în comuna Porîk din raionul Hmilnîk, regiunea Vinnița, Ucraina.

## Demografie
Componența lingvistică a localității Kurîlivka
     Ucraineană (98,87%)
     Alte limbi (1,14%)
Conform recensământului din 2001, majoritatea populației localității Kurîlivka era vorbitoare de ucraineană (98,87%), existând în minoritate și vorbitori de alte limbi.

## Personalități născute aici
- Ignacy Paderewski (1860 - 1941), pianist polonez.